# Health
Health, ofta skrivet HEALTH, är ett alternativt indierockband bildat 2006 i Los Angeles i USA.

## Historia
Health startades av Jake Duzsik, Jupiter Keyes, John Famiglietti och Benjamin Jared Miller. Bandet har gradvis ökat sin popularitet på den alternativa musikscenen. Även om det är svårt att klassificera ett band som detta så kallas deras musik oftast för noise rock eller konstrock, för de gitarrljud de framkallar.

## Medlemmar
- Jake Duzsik - sång, gitarr
- John Famiglietti - elbas, synthesizer
- Benjamin Jared Miller - trummor

### Tidigare medlemmar
- Jupiter Keyes - gitarr, synthesizer, trummor

## Diskografi

### Album
- 2007 Health - Lovepump United
- 2008 Health//Disco & //Disco+ - Lovepump United (Remixalbum)
- 2009 Get Color - Lovepump United
- 2009 Dimensions In Noise 00001 - Rough Trade London (EP)
- 2010 Health::Disco2 & ::Disco2++ - Lovepump United (Remixalbum)
- 2015 Death Magic - Loma Vista
- 2017 Disco3 & Disco3+  - Loma Vista
- 2019 Vol.4 :: Slaves of Fear - Loma Vista
- 2020 Disco4 :: Part I - Loma Vista
- 2021 Disco4+ - Loma Vista (Remixalbum)
- 2022 Disco4 :: Part II - Loma Vista
- 2023 Rat Wars - Loma Vista

### Singlar
- 2007 Crystal Castles vs. Health - Crimewave - Trouble Records
- 2007 Crystal Castles//Health 7" Split - Lovepump United
- 2008 Perfect Skin + RMX 7 Inch - Suicide Squeeze
- 2008 Heaven +RMXS 12" - Flemish Eye
- 2008 Triceratops//Lost Time +RMXS 12" - Tough Love Records
- 2008 //M\\ 7" - No Pain In Pop
- 2009 Die Slow 7" - Lovepump United
- 2011 Goth Star - Lovepump United (Remix)
- 2015 New Coke - Loma Vista
- 2015 Stonefist - Loma Vista
- 2015 Men Today Loma Vista
- 2021 Isn't Everyone - Loma Vista
- 2021 Dead Flowers - Loma Vista
- 2022 Still Breathing - Loma Vista
- 2023 Hateful [Feat. Sierra] - Loma Vista
- 2023 Sicko [Feat. Godflesh] - Loma Vista
- 2023 Children of Sorrow - Loma Vista
- 2023 Ashamed - Loma Vista